# Burrito

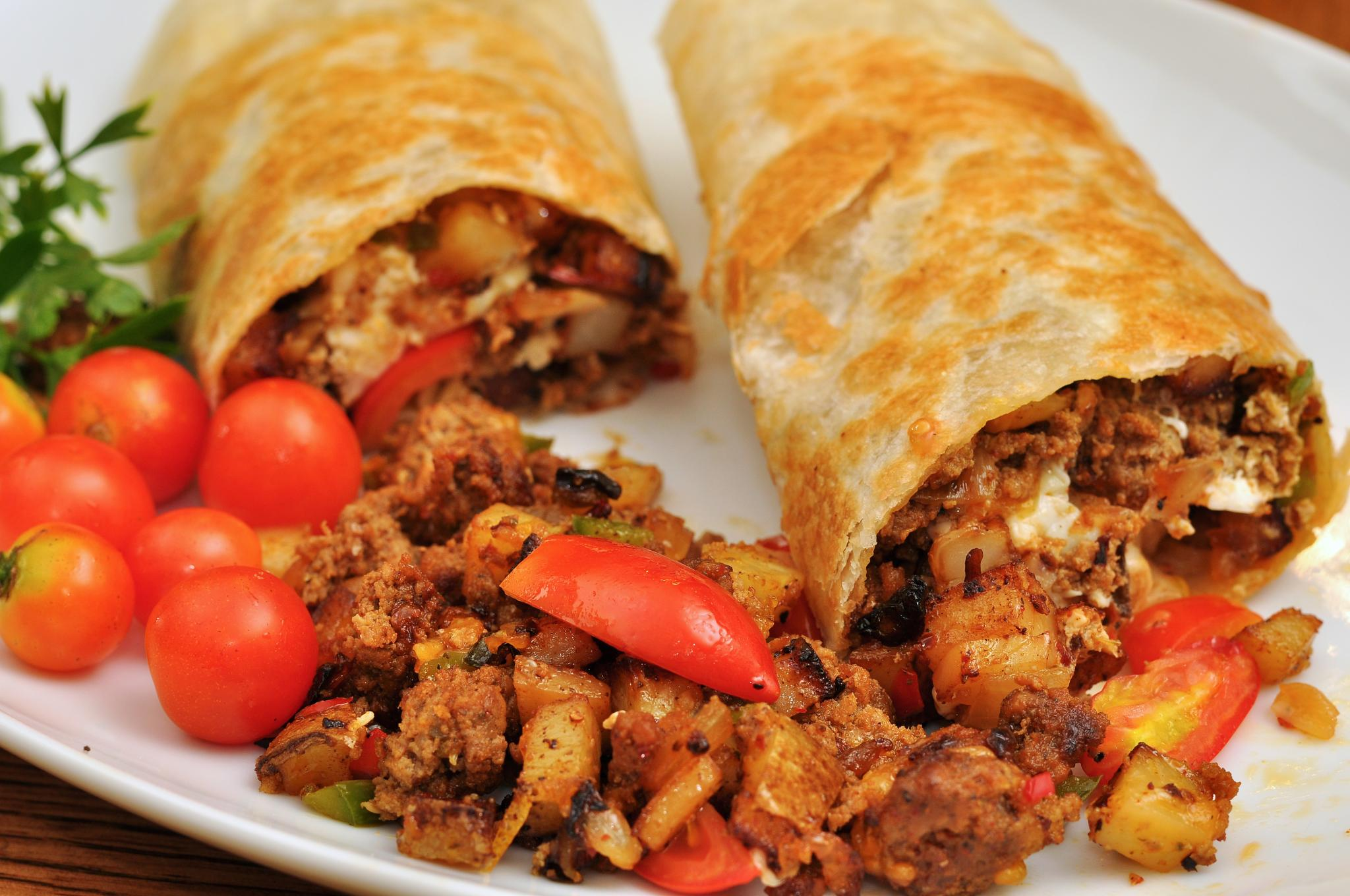
Burrito

Burrito lub taco de harina – potrawa pochodząca z Meksyku i kuchni Tex-Mex. Składa się z pszennej tortilli (w odróżnieniu od tortilli do tacos robionych z mąki kukurydzianej), która jest zawinięta wokół farszu. Tortilla zwykle jest lekko zgrillowana lub podgrzana na parze w celu jej zmiękczenia i uelastycznienia. W Meksyku jedynym wypełnieniem jest zazwyczaj fasola, meksykański ryż lub mięso i tortilla jest mniejsza. W Stanach Zjednoczonych nadzienie zawiera bogatszą kombinację składników, takich jak meksykański ryż, fasola, sałata, salsa, mięso, guacamole, ser i śmietana, a rozmiary tortilli są różne, niektóre burritos są znacznie większe niż ich odpowiedniki meksykańskie.
Słowo burrito w języku hiszpańskim dosłownie oznacza „osiołek”, pochodzi od słowa burro, co oznacza „osioł”.

## Historia
Zgodnie z meksykańską tradycją, w okresie rewolucji meksykańskiej (1910-1921), w Bella Vista w okolicy Ciudad Juárez w stanie Chihuahua, pewien człowiek imieniem Juan Mendez sprzedawał na ulicy tacos, jako środka transportu używając osła. Aby jedzenie zachowało ciepło, Juan wpadł na pomysł, aby owijać żywność w duże, domowej roboty tortille. Odniósł spory sukces – z różnych miejscowości na całej meksykańskiej granicy przybywali konsumenci, szukając „jedzenia z Burrito”, co zostało ostatecznie przyjęte jako nazwa tych dużych tacos.
Burrito są tradycyjną potrawą w Ciudad Juárez, mieście na północy meksykańskiego stanu Chihuahua, gdzie można je kupić w każdej restauracji i budce. Ugruntowaną reputację w serwowaniu burritos mają też inne miasta na północy Meksyku, na przykład Villa Ahumada, ale różnią się one od swojej amerykańskiej odmiany. Autentyczne meksykańskie burritos są zazwyczaj małe i cienkie, a tortilla zawiera tylko jeden lub dwa składniki: niektóre rodzaje mięsa, ziemniaki, fasolę, ser asadero, chile rajas lub chile relleno. Inne możliwe składniki to barbacoa, smażona fasola i ser deshebrada. Deshebrada burrito ma również odmianę w postaci Chile Colorado (łagodne do umiarkowanie ostrego) i salsa verde (bardzo ostre). Meksykańskie burrito może być północną odmianą tradycyjnego „Taco de Canasta”. Są one spożywane na śniadanie, lunch i kolację.
Choć burritos to jeden z najpopularniejszych przykładów meksykańskiej kuchni poza Meksykiem, w samym Meksyku, poza północną częścią kraju, nie są zbyt popularne. Zaczynają się jednak pojawiać w niektórych niekonwencjonalnych miejscach.
W centralnym i południowym Meksyku burritos są powszechnie nazywane tacos de harina (tacos z mąki pszennej) oraz burritas (żeńska forma z końcówką „a”). W stanie Sonora natomiast i w okolicy przyrządza się długie i cienkie smażone burrito, podobne do chimichanga, o nazwie chivichanga.

## Odmiany

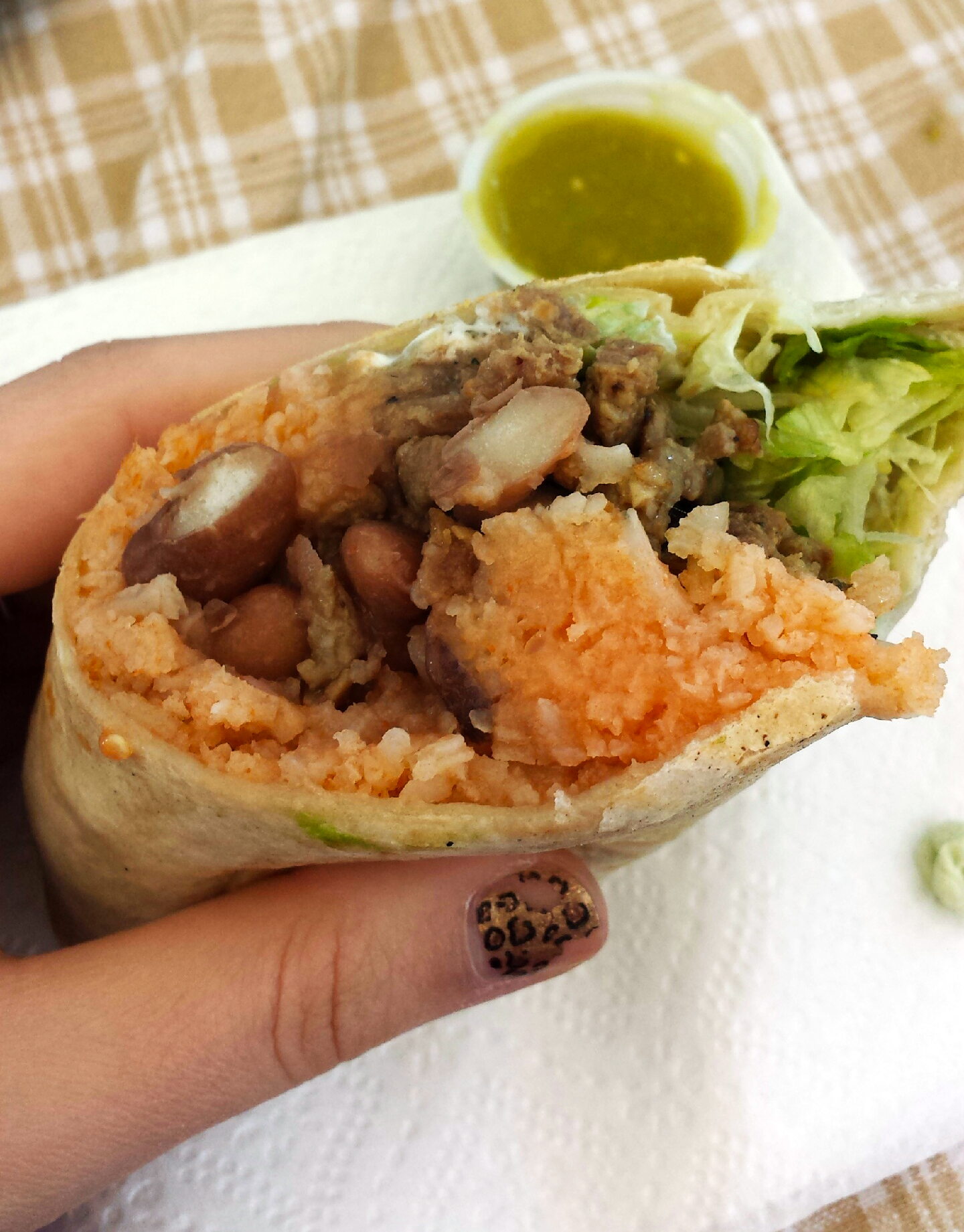
Amerykańskie burrito

Burritos podawane zwykle w Stanach Zjednoczonych nie są zbyt popularne w Meksyku. Amerykańskie burritos są zazwyczaj większe niż ich odpowiedniki meksykańskie i nadziewane – oprócz mięsa lub warzyw – wieloma składnikami, na przykład łaciatą lub czarną fasolą, ryżem (często z przyprawiony kolendrą i limonką), guacamole, salsą, serem i śmietaną.
Innym rodzajem burrito (również nazywanym burrito w stylu enchilada) jest burrito w czerwonym sosie chili, podobnym do sosu enchilada. Wierzch posypuje się  rozdrobnionym serem, który się topi. Ten rodzaj burrito jest zazwyczaj podawany na talerzu i jedzony  nożem i widelcem, w przeciwieństwie do burrito jedzonych z ręki, tak jak odmiana burrito z San Francisco. Podawany ze stopionym serem w meksykańskiej restauracji w USA nazywany jest burrito suizo (suizo w rozumieniu „szwajcarski” – słowo to wskazuje na podanie tej potrawy z serem lub śmietaną).
Niektóre miasta mają swoje własne odmiany. Jednym z najbardziej znanych jest San Francisco burrito.